# Kirił Dimitrow
Kirił Dimitrow (bg. Кирил Димитров; ur. 8 grudnia 1951, zm. 15 lipca 2015) – bułgarski zapaśnik walczący w stylu klasycznym. Olimpijczyk z Monachium 1972, gdzie odpadł w eliminacjach w kategorii 82 kg.
Brązowy medalista mistrzostw świata w 1971. Piąty na mistrzostwach Europy w 1972 roku.